# Euro Alliance of Payment Schemes
Die Euro Alliance of Payment Schemes s.c.r.l. (EAPS) wurde am 7. November 2007 als Zusammenschluss von sechs europäischen Debitkartenzahlungssystemen gegründet.

## Ausgestaltung
Das EAPS-Debitkartensystem ist unter anderem bei deutschen Debitkarten neben dem Girocard-System und dem Co-Branding System (i. d. R. Maestro/V-Pay bzw. MasterCard Debit/VISA Debit) aufgebracht.
Reste des EAPS-Systems sind noch teilweise vorhanden: An einigen Geldautomaten (z. B. in Österreich oder Kroatien) kann man bei einer deutschen Debitkarte wählen, ob die Zahlung über das Girocard-System, somit über das EAPS-System läuft oder über das Co-Branding-System (z. B. Maestro). Je nach Preis- und Leistungsverzeichnis der Hausbank kann das einen Unterschied in der Bargeldabhebungsgebühr machen.

## Zielsetzung
Das in Brüssel ansässige Unternehmen soll paneuropäische Kartentransaktionen im Rahmen eines neu geschaffenen Zahlungssystems ermöglichen und so mehr Wettbewerb im europäischen Markt bringen.
Karteninhaber haben die Möglichkeit, ihre Zahlungskarten an mehr Akzeptanzpunkten in ganz Europa einzusetzen, d. h. Kartennutzer können dann europaweit an allen Geldautomaten Geld abheben und in Geschäften bargeldlos mit Karte bezahlen.
Händler und Unternehmen sollen von einer breiteren und besseren Akzeptanz von Kartenzahlungen unter einem einheitlichen Logo der EAPS profitieren.
Für Banken bieten sich durch diese zusätzliche, paneuropäische Alternative Effizienzsteigerungen und mehr geschäftspolitische Möglichkeiten. 2007 werden erste Pilotprojekten durchgeführt, eine flächendeckende Implementierung in den EU-Ländern der beteiligten Partner ist ab dem 1. Januar 2008 geplant.
Die Ziele der EAPS stimmen mit den Forderungen der Europäischen Zentralbank und der Europäischen Kommission nach der Schaffung eines dritten, europäischen Kartenzahlungsverfahrens im Rahmen des Europäischen Zahlungsraumes (SEPA) überein.

## Gründungspartner
Die Gründungspartner der EAPS waren im November 2007:
- COGEBAN für die Systeme PagoBancomat und Bancomat (Italien)
- EPCS European Payment Card Solution GmbH für die Systeme Electronic Cash und Deutsches Geldautomatensystem (Deutschland)
- EUFISERV s.c.r.l., ein paneuropäisches Geldautomatensystem (in Brüssel ansässig)
- EURO 6000 S.A., Kartenzahlungssystem (Spanien)
- LINK Interchange Network Ltd., Geldautomatensystem (Großbritannien)
- Sociedade Interbancaria de Servicos S.A. (SIBS), für das Multibanco-System (Portugal)

Die Gründungspartner zählten im November 2007 etwa 222 Millionen ausgegebenen Zahlungskarten, 2,1 Millionen Point-of-Sale-Terminals und 189.000 Geldautomaten in ihren Systemen.
Die EAPS ist nach eigenen Angaben offen für weitere Partner. Jedes Zahlungssystem, das sich zur Erfüllung der Vorgaben des SEPA Cards Framework des Europäischen Zahlungsverkehrsausschusses (EPC) bekennt, ist zur Teilnahme eingeladen. Zukünftig will die EAPS auch die Teilnahme von einzelnen Banken ermöglichen. Dadurch sollen für die europäischen Banken neue Geschäftsmöglichkeiten als Kartenherausgeber und Händlerinstitut erschlossen werden.

## Geschichte
Seit 2001 arbeitet die Europäische Kommission daran, den bargeldlosen Zahlungsverkehr in der Eurozone zu vereinheitlichen. Mit SEPA wurde ein einheitlicher Euro-Zahlungsverkehrsraum ohne Unterschiede zwischen nationalen und grenzüberschreitenden Zahlungen geschaffen.
Die letzte Veröffentlichung auf der Seite der EAPS-Homepage ist allerdings von 2012. Dies ist nicht aktuell und das Projekt scheint gescheitert zu sein. Die Website des EAPS-Systems ist nicht mehr erreichbar.